# Резбоєнь (Нямц)
Резбоєнь, Резбоєні (рум. Războieni) — село у повіті Нямц в Румунії. Входить до складу комуни Резбоєнь.
Село розташоване на відстані 297 км на північ від Бухареста, 23 км на північний схід від П'ятра-Нямца, 78 км на захід від Ясс.

## Населення
За даними перепису населення 2002 року у селі проживали 738 осіб, з них 737 осіб (99,9%) румунів. Усі жителі села рідною мовою назвали румунську.